# Ana de San Bartolomé
Ana de San Bartolomé, al segle Ana García Manzanas (Almendral de la Cañada, Regne de Castella, 1549 - Anvers, 1626) fou una monja carmelita descalça, mística i companya de Santa Teresa de Jesús, que va difondre la reforma carmelitana a França i els Països Baixos.

## Biografia
Ana va néixer a Almendral de la Cañada, cinquena filla d'Hernán García i María Manzanas. Als nou anys va perdre la mare i l'any següent el pare. Cap al 1570 va voler ésser religiosa, però els seus germans s'hi oposaren; va caure malalta i els germans van fer un vot a Sant Bartomeu apòstol pel seu guariment, i Ana va guarir sobtadament en entrar en una ermita dedicada al sant. Llavors van accedir que es fes religiosa. Ana ingressà al convent de carmelites descalces de San José d'Àvila com a germana llega, el 2 de novembre de 1570, prenent el nom d'Anna de Sant Bartomeu. Mentres Santa Teresa estava fundant en Salamanca: fou la primera germana llega que va entrar en el convent reformat (les altres ja eren monges carmelites). Va fer amistat amb Teresa, i el Nadal de 1577, quan Teresa de Jesús va trencar-se el braç esquerre, Ana esdevingué la seva companya inseparable, confident, secretària i consellera de la santa. Quan la santa va morir, en 1582, va demanar que Ana vingués per morir als seus braços, fent-la la seva hereva espiritual.

### Expansió de la reforma
En 1604 anà amb Ana de Jesús a implantar la reforma teresiana a França, fundant els convents de Pontoise (1605), on fou priora, i Tours (1608). En 1612 fou cridada per la infanta Isabel Clara Eugènia, governant dels Països Baixos en nom del seu pare Felip II d'Espanya. Arribà a Anvers i hi fundà un convent, on fou priora fins a la seva mort. També fou consellera de la infanta. Es va fer famosa per la santedat de la seva vida, acollint tota mena de persones que li demanaven consells i pregàries. Durant els atacs de l'exèrcit protestant de Maurici de Nassau, es va atribuir l'alliberament de la ciutat a la intercessió de la mare Ana i les seves carmelites, per la qual cosa, el bisbe d'Anvers la va proclamar en vida Alliberadora d'Anvers.
Cap al començament de 1626 va emmalaltir, i va morir el juny, voltada de les seves germanes de religió.

## Veneració
Una gran multitud va adreçar-se al convent per venerar-la, i els seus funerals, a Anvers i Brussel·les, fou un acte de masses. Aviatomo una santa. Aviat se li atribuïren miracles, com el guariment de la reina Maria de Mèdici en 1633. El procés de beatificació es va allargar pels esdeveniments històrics. Finalment, el 6 de maig de 1917, Benet XV va beatificar-la.
Joan Amades, al Costumari català, diu el dia 3 d'octubre que Santa Anna Garcia era advocada de les infermeres i les dones que tenen cura dels malalts a domicili, perquè ho havia estat. Probablement, fa referència a la beata Ana de San Bartolomé, que havia estat infermera al seu convent i havia fet guaricions; nascuda l'1 d'octubre, en temps antics potser tenia festa litúrgica en una data pròxima.